# Christoffel-Blindenmission
Pour les articles homonymes, voir CBM.
La Christoffel-Blindenmission (Mission chrétienne pour les aveugles ; en anglais, Christian Blind Mission ou CBM) est une organisation d'aide au développement fondée en 1908 par Ernst Jakob Christoffel (1876–1955). Elle s'est donné comme objectif d'améliorer, sur la base de valeurs chrétiennes, les conditions de vies des aveugles et des sourds ainsi que des personnes handicapées physiques ou mentales. Elle agit également dans une optique de prévention.
Jusqu’à fin 2019, CBM agissait en tant que fédération de 11 associations membres dans le monde entier, dotée de sa propre organisation faîtière qui met en œuvre les programmes (CBM International). En 2020, cette dernière a fusionné avec l’association membre allemande pour devenir la société enregistrée CBM Christoffel-Blindenmission Christian Blind Mission (CBM). Les autres anciennes associations membres de CBM International en Australie, au Royaume-Uni, en Irlande, en Italie, au Kenya, en Nouvelle-Zélande, en Autriche, en Suisse, en Afrique du Sud et aux États-Unis poursuivent leur travail indépendamment de cette organisation regroupant CBM International et CBM Allemagne. Sept d’entre elles se sont regroupées en une fédération sous le nom de CBM Global Disability Inclusion.

## CBM Allemagne
La Christoffel-Blindenmission (CBM) Allemagne est l'une des dix plus grandes organisations humanitaires allemandes. En 2019, elle a financé mondialement, grâce aux dons, des projets de développement à hauteur de 51,6 millions d'euros. En Allemagne, la CBM effectue un travail d'explication auprès du public sur les conséquences du handicap visuel et de la cécité, les possibilités de prévention et le rapport entre pauvreté et handicap. L'organisation a d'ailleurs reçu le sceau du Deutsches Zentralinstitut für soziale Fragen (Institut central allemand pour les questions sociales) pour le don en confiance.

## CBM Suisse
CBM Suisse est une organisation d’utilité publique fondée en 1988 dont le siège est à Thalwil (ZH). Depuis 2019, elle est membre de la fédération CBM Global Disability Inclusion. CBM Suisse réalise des programmes nationaux dans huit pays principaux (Bangladesh, Bolivie, Burkina Faso, Madagascar, Kenya, Laos, Népal et Zimbabwe) et soutient des projets spécifiques dans d’autres pays. En 2021, elle a financé ses projets de développement et humanitaires en Afrique, en Asie et en Amérique latine à hauteur de 12,9 millions de francs suisses. En Suisse, l’organisation agit sur le plan juridique pour que les droits des personnes en situation de handicap soient pleinement pris en compte dans la coopération au développement et l’aide humanitaire. Titulaire du label de qualité Zewo, CBM Suisse et en outre une organisation partenaire de La Chaîne du bonheur,.

## Champs d'action principaux
- La cataracte : La CBM finance des opérations des yeux pour le traitement de la cataracte dans les pays en développement. Depuis 1966, CBM a rendu possible plus de 15 millions d'opérations[5].
- Prévention de la cécité : Dans les pays en voie de développement, les conditions de vie décuplent le risque de cécité. Le manque d'eau et de vitamines ainsi que les mauvaises conditions d'hygiène expliquent ce risque élevé. Dans les zones sèches, les infections bactériennes transmises par les mouches conduisent à la cécité. La CBM finance les campagnes d'information auprès des populations ainsi que l'envoi de médicaments. Elle appuie aussi des projets qui combattent l'onchocercose (ou cécité des rivières).
- Amélioration des conditions de vie : La CBM soutient des organisations partenaires dans les pays en développement. Celles-ci mettent à disposition des personnes souffrant de handicap des aides visuelles ou auditives, des prothèses, des béquilles... afin qu'elles puissent mener une vie la plus autonome possible. De plus, les collaborateurs de la CBM dispensent des informations médicales et assistent les personnes handicapées à travers des enseignements ciblés et des formations artisanales.

## Travail de la mission
L'organisation se définit comme un service d'aide chrétien interconfessionnel et se veut dans la tradition active de mise en œuvre de l'amour du prochain. Selon sa propre expression, la mission doit s'effectuer dans un esprit de formation chrétienne, mais non plus au travers d'un véritable enseignement comme au temps de Ernst Jakob Christoffel. Toutefois, les aspects formateurs de la mission se trouvent régulièrement exprimés dans différentes parties de ses publications sous forme de courtes prières.
De nombreux collaborateurs de la CBM sont engagés de manière bénévole dans le travail communautaire de leur église locale, en participant à l'organisation du culte.

## Développement statistique et Centenaire

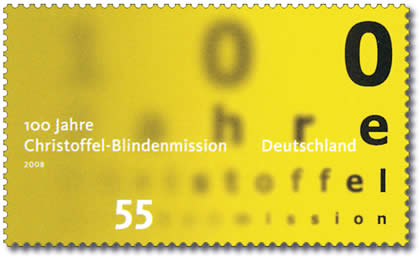
Timbre souvenir pour le centenaire de la CBM

Le nombre de personnes ayant reçu une assistance complète par CBM et ayant été traitées pour des maladies tropicales négligées est passé de 25 millions en 2010 à plus de 50 millions en 2021 (données propres).

## Ambassadeurs
La mission est également soutenue par des personnalités de différents domaines de la vie publique :

### Allemagne
- Verena Bentele, biathlète et skieuse de fond souffrant d'un handicap visuel
- Clemens Bittlinger, pasteur et compositeur
- Ivanka Brekalo, actrice
- Moya Brennan, chanteuse irlandaise
- Rüdiger Hoffmann, artiste de cabaret et musicien
- Hannes Jaenicke, acteur
- René Kindermann, journaliste et présentateur de télévision
- Raul Krauthausen, activiste
- Marco, artiste de spectacle
- Rosi Mittermaier et Christian Neureuther, coureurs de ski
- Max Müller, acteur de télévision et chanteur
- Thomas Quasthoff, baryton-basse, lauréat des Grammy Awards
- Regina Vollbrecht, marathonienne aveugle
- Jörg von de Fenn, alpiniste et patineur de vitesse aveugle
- Henry Wanyoike, marathonien aveugle
- Isabell Werth, cavalière de dressage
- Joana Zimmer, chanteuse aveugle

### Suisse[6]
- Nathalie Dürmüller, pasteur et ancien porte-parole de «Wort zum Sonntag»
- Sibylle Forrer, pasteur et ancien porte-parole de «Wort zum Sonntag»
- Jeanette Macchi, présentatrice
- David Plüss, musicien et producteur